# Most nad Dunajem w Wörth
Most nad Dunajem w Wörth – most autostradowy nad Dunajem w ciągu autostrady A3 w Niemczech o długości 404 m.
Most znajduje się pomiędzy węzłami Rosenhof i Wörth an der Donau. Był budowany w latach 1976-1979. 
Jest to most o trzech przęsłach o wymiarach: 108 m - 168 m - 128 m, a w najwyższym punkcie osiąga wysokość 15 metrów.